# Raiffeisenbank Aresing-Gerolsbach
Die Raiffeisenbank Aresing-Gerolsbach eG ist eine Genossenschaftsbank mit Sitz in der bayerischen Gemeinde Gerolsbach im Landkreis Pfaffenhofen an der Ilm. 

## Geschichte
Die ehemalige Raiffeisenbank Schiltberg eG wurde 1904 in Schiltberg gegründet. Im Jahr 1955 fusionierte die Raiffeisenkasse Schiltberg eGmuH mit der Raiffeisenkasse Aufhausen eGmuH mit dem Sitz in Aufhausen (Gründung im Jahr 1908) und im Jahr 1967 als Raiffeisenkasse Schiltberg eGmbH mit der Raiffeisenkasse Ruppertszell eGmbH mit dem Sitz in Ruppertszell. Von 1967 bis 1991 wurde die ehemalige Raiffeisenkasse Ruppertszell als Zweigstelle weitergeführt und am 31.  Dezember 1992 endgültig in die Hauptbank integriert. 
Die ehemalige Raiffeisenbank Hörzhausen eG wurde 1894 in Hörzhausen gegründet und fusionierte im Jahr 1979 mit der Raiffeisenbank Aresing eG zur Raiffeisenbank Aresing-Hörzhausen eG mit dem Sitz in Aresing. Im Jahr 1996 fand die Fusion der Raiffeisenbank Schiltberg eG mit der Raiffeisenbank Aresing-Hörzhausen eG zur Raiffeisenbank Aresing-Hörzhausen-Schiltberg eG mit dem Sitz in Aresing statt.
Der Darlehenskassenverein Gerolsbach-Singenbach und die ehemalige Raiffeisenbank Alberzell-Klenau eG mit dem Sitz in Alberzell wurden beide im Jahr 1896 gegründet. Im Jahr 1976 fusionierte die Raiffeisenbank Gerolsbach-Singenbach eG mit der Raiffeisenbank Alberzell-Klenau eG – der neue Name lautete Raiffeisenbank Gerolsbach eG mit dem Sitz in Gerolsbach.
Im September 2010 fand die Fusion zwischen der Raiffeisenbank Gerolsbach eG und der Raiffeisenbank Aresing-Hörzhausen-Schiltberg eG zur heutigen Raiffeisenbank Aresing-Gerolsbach eG statt.

## Rechtsverhältnisse
Die Raiffeisenbank Aresing-Gerolsbach eG ist im Genossenschaftsregister beim Amtsgericht Ingolstadt unter GnR 102411 eingetragen.

## Organisationsstruktur
Rechtsgrundlagen sind das Genossenschaftsgesetz und die durch die Generalversammlung beschlossene Satzung. Organe der Bank sind der Vorstand, der Aufsichtsrat und die Generalversammlung.

## Sicherungseinrichtung
Die Raiffeisenbank Aresing-Gerolsbach eG ist der amtlich anerkannten Sicherungseinrichtung des Bundesverbandes der Deutschen Volksbanken und Raiffeisenbanken GmbH und der zusätzlichen freiwilligen Sicherungseinrichtung des Bundesverbandes der Deutschen Volksbanken und Raiffeisenbanken e.V. angeschlossen.

## Geschäftsausrichtung
Die Raiffeisenbank Aresing-Gerolsbach eG betreibt das Universalbankgeschäft. Im Verbundgeschäft arbeitet sie mit der DZ Bank, Versicherungskammer Bayern, R+V Versicherung, Bausparkasse Schwäbisch Hall, VR Smart Finanz, Münchener Hypothekenbank, Teambank, VR Leasing, DZ Hyp, DZ Privatbank, Allianz SE und der Union Investment zusammen.

## Geschäftsgebiet
Das Geschäftsgebiet liegt im Süden des Landkreises Pfaffenhofen an der Ilm, im Südwesten des Landkreises Neuburg-Schrobenhausen sowie im Osten des Landkreises Aichach-Friedberg.
An diesen Orten betreibt die Bank Filialen:
- Gerolsbach (Hauptstelle, jur. Sitz)
- Aresing (Geschäftsstelle)
- Schiltberg (Geschäftsstelle)
- Hörzhausen (SB-Geschäftsstelle)
- Junkenhofen (Geschäftsstelle)